# Vespa cordifera
Vespa cordifera är en getingart som beskrevs av Statz 1936. Vespa cordifera ingår i släktet bålgetingar, och familjen getingar. Inga underarter finns listade i Catalogue of Life.